# Reithrodontomys tenuirostris
Reithrodontomys tenuirostris é uma espécie de roedor da família Cricetidae.
Pode ser encontrada nos seguintes países: Guatemala e México.